# Rachel Heal
Rachel Heal (Wirral, 1 april 1973) is een wielrenner uit het Verenigd Koninkrijk.
In 2002 en 2006 nam Heal deel aan de Gemenebestspelen. In 2002 behaalde ze de bronzen medaille bij de wegrace.
Op de Olympische Spelen van Athene in 2004 reed Heal de wegrace, waarin ze 22e werd.
Heal werd vijf maal tweede op het Brits kampioenschap wielrennen op de weg, in 2002––2005 en 2007, alle keren was Nicole Cooke haar te snel af. In 2005 werd ze ook tweede op de tijdrit, waar Julia Shaw de nationale titel pakte.
Na haar actieve wielercarrière werd Heal ploegleider bij Unitedhealthcare Professional Cycling Team.

## Palmares
2003
- 3e in de Ronde van Drenthe

2004
- 1e etappe Tour de l'Aude
- 1e etappe Holland Ladies Tour

2005
- 1e Chessire Classic Road Race

2006
- 1e klassement Tri-Peaks Challenge
- 1e US 100 K Classic

2007
- 1e etappe Tour of the Gila

2008
- 4e etappe Tour of the Gila